# Варкали (Острудський повіт)
Варкали (пол. Warkały, нім. Workallen) — село в Польщі, у гміні Мілаково Острудського повіту Вармінсько-Мазурського воєводства.
Населення — 291 особа (2011).
У 1975-1998 роках село належало до Ольштинського воєводства.

## Демографія
Демографічна структура станом на 31 березня 2011 року:
|          | Загалом | Допрацездатний вік | Працездатний вік | Постпрацездатний вік |
| -------- | ------- | ------------------ | ---------------- | -------------------- |
| Чоловіки | 149     | 32                 | 109              | 8                    |
| Жінки    | 142     | 31                 | 85               | 26                   |
| Разом    | 291     | 63                 | 194              | 34                   |